# 84096 Реджинальдгленайс
84096 Реджинальдгленайс (84096 Reginaldglenice) — астероїд головного поясу, відкритий 17 серпня 2002 року.
Тіссеранів параметр щодо Юпітера — 3,565.